# Notes pour un film sur l'Inde
Pour plus de détails, voir Fiche technique et Distribution.
Notes pour un film sur l'Inde (Appunti per un film sull'India) est un court-métrage documentaire italien réalisé par Pier Paolo Pasolini et sorti en 1968.
Le film a été tourné dans l'Inde post-indépendante, alors qu'elle était confrontée à de graves problèmes de pauvreté, de population et de système de castes. Pasolini raconte les défis de l'Inde et ses charmes au milieu de tous les problèmes auxquels le pays est confronté. Le documentaire, d'une durée de 33 minutes, est composé de courtes interviews de personnes choisies au hasard, qui donnent leur avis sur des sujets tels que le planning familial. Le documentaire montre également de courtes interviews de journalistes et d'un politicien sur les défis auxquels l'Inde doit faire face pour se moderniser sans s'occidentaliser ou perdre son identité nationale dans le processus,,.

## Synopsis
Pasolini s'intéresse à divers aspects de l'Inde, du mythe à la réalité. Au début du film, des images touristiques sont interrompues par des images inquiétantes de corps malformés, non décrites par la voix du narrateur.
À un moment du film, Pasolini se concentre sur la fable du tigre, un mythe ancien. Il demande de manière faussement ingénue à de nombreux Indiens s'ils se sacrifieraient s'ils voyaient un tigre affamé à l'image de ce qu'avait fait un ancien maharadjah. Pasolini teste le mythe pour voir dans quelle mesure il est encore crédible. Pasolini semble vouloir mettre le doigt sur une apparente discordance entre les paroles et les actes de la bourgeoisie : lorsque Pasolini demande à la femme du maharadjah si, au cas où son mari mourrait en se sacrifiant pour le tigre, elle pourrait traiter avec les intouchables, elle répond par l'affirmative, mais son visage semble exprimer le contraire de sa réponse, du moins pour le spectateur européen. En fait, dans le langage corporel indien, on hoche la tête de droite à gauche, d'une manière qui, pour un Européen, ressemble à une réponse négative.

## Fiche technique
Sauf indication contraire, les informations mentionnées dans cette section peuvent être confirmées par la base de données cinématographiques IMDb,  présente dans la section « Liens externes ».
- Titre français : Notes pour un film sur l'Inde[4]
- Titre original : Appunti per un film sull'India[5]
- Réalisateur : Pier Paolo Pasolini
- Scénario : Pier Paolo Pasolini, Sergio Citti
- Photographie : Pier Paolo Pasolini
- Montage : Jenner Manghi
- Musique : Ennio Morricone
- Production : Gianni Barcelloni
- Pays de production :  Italie
- Langue originale : italien
- Format : Noir et blanc
- Durée : 34 minutes
- Genre : Film documentaire
- Dates de sortie :
  - Italie : 5 juillet 1968

## Distribution
- Pier Paolo Pasolini
- Rajinder Singh Bedi (en)

## Production
Pasolini a filmé le long de son parcours en Inde, et particulièrement dans les villes de Bombay dans le Maharashtra, Jaipur au Rajasthan, Bénarès dans l'Uttar Pradesh, dans la capitale New Delhi, dans les contreforts de l'Himalaya à Rishikesh dans l'Uttarakhand et vers Mandi dans l'Himachal Pradesh.